# ピエール・デル・ヴェスコーヴォ
ピエール・デル・ヴェスコーヴォ（Pierre del Vescovo, 1929年6月1日 - ）は、フランスのホルン奏者。
ニース出身。パリ音楽院でホルンを学び、1949年にプルミエ・プリを得て卒業。1956年のジュネーヴ国際音楽コンクールのホルン部門で２位入賞。

## 注
1. ↑  “Notice de personne "Vescovo, Pierre del (1929-....)”. 2020年7月22日時点のオリジナルよりアーカイブ。2020年7月22日閲覧。
2. ↑  ピエール・デル・ヴェスコーヴォ - Discogs（英語）
3. ↑  “DEL VESCOVO Pierre”. 2020年7月22日時点のオリジナルよりアーカイブ。2020年7月22日閲覧。

| スタブアイコン | サブスタブ | この項目は、まだ閲覧者の調べものの参照としては役立たない、人物に関連した書きかけの項目です。この項目を加筆・訂正などしてくださる協力者を求めています（P:人物伝/PJ:人物伝）。 |